# S21: La macchina di morte dei Khmer rossi
S21: La macchina di morte dei Khmer rossi (Francese: S.21, la machine de mort Khmère rouge), è un film documentario del 2003 diretto da Rithy Panh, dedicato alle violenze perpetrate nella prigione di S-21 (ora Tuol Sleng Genocide Museum) di Phnom Penh durante gli anni del regime dei Khmer rossi. Per la realizzazione del documentario Panh, sopravvissuto al genocidio occorso in Cambogia tra il 1975 e il 1979, ha raccolto le testimonianze di due dei sette ex-prigionieri sopravvissuti all'internamento e di alcuni membri del corpo di guardia della prigione coinvolti nelle torture degli oltre 17.000 detenuti che vi furono rinchiusi.

## Trama
Il film è incentrato sui racconti di Vann Nath e Chum Mey, sopravvissuti all'internamento nella prigione S-21 di Phnom Penh, allestita nel sito di una ex-scuola. Alle testimonianze di Nath e Mey vengono contrapposti i racconti di alcuni degli ex-aguzzini della prigione: guardie, secondini, un dottore, un fotografo, molti dei quali prestarono servizio nella prigione in giovanissima età, sotto la minaccia di essere altrimenti puniti, uccisi o arruolati forzatamente nell'esercito.
Gran parte delle riprese del documentario è stata condotta negli stessi locali della prigione, divenuti dopo il 1980 sede del Tuol Sleng Genocide Museum. Alle ex-guardie viene chiesto di illustrare il funzionamento della prigione, la routine giornaliera dei compiti i sorveglianza e detenzione, le procedure seguite negli interrogatori, i metodi di tortura impiegati per estorcere informazioni.
A rappresentare il punto culminante della pellicola è un incontro diretto fra Van Nath, sopravvissuto all'internamento, e alcuni dei suoi ex-aguzzini, organizzato nel tentativo di capire il significato di quella esperienza, le responsabilità individuali di quanti furono coinvolti nei crimini compiuti nella prigione, le conseguenze psicologiche e morali che l'internamento ha prodotto nella vita delle vittime e degli ex-aguzzini.

## Ricezione
Incluso tra i film in concorso al 56º Festival del Cinema di Cannes, S21: La macchina di morte dei Khmer rossi ha ricevuto il Prix François Chalais, il premio per il miglior documentario al Chicago International Film Festival, alla Semana Internacional de Cine de Valladolid e per gli European Film Awards. Il film è stato presentato in altri festival cinematografici, tra cui il Toronto Film Festival, il New York Film Festival, l'International Film Festival di Vancouver e lo Yamagata International Documentary Film Festival.
In Cambogia, il film ha contribuito a riaprire il dibattito, mai risolto, sulla storia e l'eredità del regime di Pol Pot. Khieu Samphan, uno degli ex-leader del regime dei Khmer rossi, è stato spinto dalla visione del film ad ammettere l'esistenza della prigione S-21 e la gravità dei crimini in essa commessi.